# Asteropeo
Nella mitologia greca,  Asteropeo  (greco: Ἀστεροπαῖος; latino: Asteropaeus) era il nome di un giovane condottiero dei Peoni, il quale partecipò alla guerra di Troia, schierandosi dalla parte dei Troiani: è ricordato come colui che per primo ferì Achille, dal quale tuttavia venne poi ucciso.
Tale conflitto era scoppiato a causa del rapimento di Elena, regina spartana, da parte di Paride, principe troiano; la vendetta del re di Sparta, Menelao, non si fece attendere, dato che schierò un immenso esercito per mettere a ferro e fuoco l'ingrata città. Le vicende più importanti di questa guerra sono raccontate da Omero nell'Iliade.

## Il mito

### Origini e nascita
Le origini di Asteropeo, eroico alleato dei Troiani, sono dettagliatamente narrate da Omero nel libro XXI dell'Iliade. Figlio di Pelegone, discendeva direttamente dal fiume Assio, un lungo corso d'acqua che percorreva la Macedonia, sboccando infine nel golfo di Salonicco. 

Pelegone, padre di Asteropeo, era infatti figlio di questo fiume e di Peribea, figlia maggiore di un certo Acessameno.
(Omero, Iliade, libro XXI, versi 141-143. Traduzione di Rosa Calzecchi Onesti)

### Nella guerra di Troia
Nel decimo anno di questo conflitto, Asteropeo, ormai divenuto un fiero guerriero dei Peoni, si arruolò nelle loro file, schierandosi pertanto a fianco di Ettore e compagni. Egli inizialmente era uno dei tanti soldati semplici nelle truppe guidate da Piraicme, signore della Peonia, ma dopo pochi giorni fu elevato al grado di condottiero, essendosi distinto per l'animo eroico e generoso. Era molto temuto dai nemici, poiché poteva scagliare lance con entrambe le mani essendo ambidestro. Fu in assoluto uno degli eroi più valorosi di parte filotroiana.

#### Imprese in battaglia dell'eroe e sua morte
Il giovane capo peone partecipò attivamente alla guerra, spingendosi sempre nelle file avanzate dell'esercito, insieme ad altri eroi, esperti nella battaglia, quali Sarpedone e Glauco, condottieri della Licia. Tentò invano di vendicare la morte dell'intimo amico Apisaone Ippaside, ucciso da Licomede, un eroe acheo, scagliando una lancia contro i Greci, ma quelli, stretti intorno a Patroclo, si erano riparati sotto i loro scudi a mo' di muro, e la sua arma mancò il bersaglio. Quindi combatté senza paura contro Achille, il guerriero invincibile, sulle rive del fiume Scamandro, riuscendo anche a ferirlo al gomito, ma dovette infine soccombere alla spada achea, che lo colpì mortalmente al ventre facendo spargere tutte le sue viscere sul terreno: Achille poi afferrò Asteropeo che ancora agonizzava e dopo averlo spogliato delle vesti e delle armi (compresa la bellissima spada, che divenne uno dei premi messi in palio durante i giochi funebri in onore di Patroclo) gli passò coi propri piedi sul petto e lo gettò nello Scamandro, facendolo annegare. Così il grande guerriero, che si vantava di essere nipote del fiume Assio, spirò nelle acque di un altro fiume, e sul suo corpo rimasto completamente ignudo si avventarono fameliche le anguille, che presero a maciullarlo fino a non lasciarne più nulla.
(Omero, Iliade, libro 21, vv. 203-204 (traduzione di Vincenzo Monti))
Alcuni compagni di Asteropeo, che si trovavano lì nei pressi, tentarono allora la fuga, ma vennero tutti uccisi da Achille, e anch'essi gettati nello Scamandro: i pesci non fecero in tempo a cibarsi anche dei loro cadaveri, in quanto questi finirono bruciati in seguito all'incendio provocato da Efesto per fermare il fiume che aveva cercato di rivoltarsi contro Achille.

## Interpretazioni e versioni alternative
Benché non sia detto esplicitamente nel testo omerico, le anime di Asteropeo e dei suoi compagni furono costrette a vagare senza pace per l'eternità: secondo l'antica credenza greca, i morti insepolti non potevano raggiungere i cancelli dell'Ade. Solo uno di essi, Tersiloco, scampò a questa sorte: Virgilio nel sesto libro dell'Eneide pone l'anima di Tersiloco nell'Ade vero e proprio, per cui il poeta latino si rifà a qualche fonte andata perduta secondo la quale il corpo di questo eroe fu recuperato.

## Nell'arte
- Achille provoca strage tra i compagni di Asteropeo sulle rive del fiume Scamandro, incisione di Johann Balthasar Probst

## Omaggi
- Al condottiero peone è stato dedicato l'asteroide 4805 Asteropaios.

### Fonti
- Omero, Iliade XXI, 140 e seguenti

### Moderna
- Angela Cerinotti, Miti greci e di roma antica, Prato, Giunti, 2005, ISBN 88-09-04194-1.
- Anna Ferrari, Dizionario di mitologia, Litopres, UTET, 2006, ISBN 88-02-07481-X.
- Anna Maria Carassiti, Dizionario di mitologia classica, Roma, Newton, 2005, ISBN 88-8289-539-4.